# Kamel Madouri
Kamel Madouri, né le 25 janvier 1974 à Téboursouk, est un homme d'État tunisien.

## Biographie

### Formation
Né le 25 janvier 1974 à Téboursouk, il est diplômé d'une maîtrise en sciences juridiques de la faculté des sciences juridiques, politiques et sociales de Tunis et d'un doctorat en droit communautaire et relations Maghreb-Europe. Il est ensuite diplômé de l'École nationale d'administration (ENA) puis de l'Institut de défense nationale.

### Carrière professionnelle
Il est professeur de droit public à l'École nationale d'administration et à l'École supérieure des forces de sécurité intérieure à partir de 2006.
PDG de la Caisse nationale de retraite et de prévoyance sociale de 2020. à 2023, il prend ensuite la direction de la Caisse nationale d'assurance maladie jusqu'en 2024. À ce titre, il a aussi été vice-président de la sous-commission de la protection sociale du Conseil national du dialogue social, ainsi que membre du Comité général des assurances et des caisses sociales.

### Parcours politique

#### Ministre des Affaires sociales
Le 25 mai 2024, il est nommé ministre des Affaires sociales.

#### Chef du gouvernement
Le 7 août 2024, il est nommé comme nouveau chef du gouvernement tunisien. Il prend ses fonctions le lendemain. En mars 2025, le président Kaïs Saïed le remplace par Sarra Zaafrani en raison de la crise économique et migratoire en Tunisie.

### Vie privée
Il est marié et père de trois enfants.